# Верденские анналы
Верденские анналы (лат. Annales Virdunenses) — небольшие заметки, сделанные в XI—XII вв. в Вердене. Сохранились в рукописи XII в. Охватывают период с 822 по 1024 гг. Содержат сведения по истории Вердена, Франкского государства и Священной Римской империи.

## Издания
- Annales Virdunenses / ed. G. Waitz // MGH, SS. Bd. IV. Hannover. 1841, p. 7-8[2].

## Переводы на русский язык
- Верденские анналы Архивная копия от 12 октября 2011 на Wayback Machine в переводе И. М. Дьяконова на сайте Восточная литература